# Humberto Alexis de Sajonia-Coburgo y Gotha
Humberto Alexis Príncipe de Sajonia-Coburgo y Gotha (Hubertus Alexis Richard Ernst Eduard; Herrenberg, 8 de diciembre de 1961) es un príncipe alemán de la Casa de Sajonia-Coburgo y Gotha. 

## Biografía
Es el hijo mayor de Ernst-Leopold Prinz von Sachsen-Coburg und Gotha (también conocido como príncipe Ernesto Leopoldo de Sajonia-Coburgo y Gotha) y su primera esposa, Ingeborg Henig.
Hubertus nació en Herrenberg, Alemania Occidental, durante la Guerra Fría, cuando parte de las tierras hereditarias de su familia, ubicadas en Alemania Occidental, fueron retenidas por los Coburgo, mientras que otras partes estaban detrás del Cortina de Hierro.
Su abuelo paterno, el príncipe hereditario Juan Leopoldo (1906-1972), había sido heredero del soberano ducado de Sajonia-Coburgo y Gotha, pero el padre de Juan Leopoldo, el duque Carlos Eduardo, fue el último príncipe de la Casa de Wettin en reinar, abdicando el 14 de noviembre de 1918 en medio del colapso del Imperio alemán al final de la Primera Guerra Mundial, la esposa del duque Carlos Eduardo era la princesa Victoria Adelaida de Schleswig-Holstein-Sonderburg-Glücksburg (1885-1970).
Juan Leopoldo renunció a su pretensión como heredero de la dinastía depuesta el 27 de febrero de 1932, 15 días antes de su matrimonio no dinástico con la baronesa Feodora von der Horst (1905-1991). La jefatura de los Coburgo Wettins pasaría así al hermano menor de Juan Leopoldo, el príncipe Federico Josías, que se casó dinásticamente con una condesa de una familia mediatizada. Antes de su muerte en 1954, el duque Carlos Eduardo reasignó la fortuna restante de la familia como herencia para su hijo y también para su heredero Andreas, príncipe de Sajonia-Coburgo y Gotha.
Divorciado de la baronesa, Juan Leopoldo vivía con su segunda esposa, María Teresa Reindl, en el castillo de Greinburg, una propiedad de Coburgo en Grein, Austria. Ernesto Leopoldo había nacido en Hirschberg en Silesia, pero el matrimonio de los padres de Humberto y su nacimiento tuvieron lugar en Herrenberg en Wurttemberg. Los hijos de su padre de su segundo matrimonio nacieron en Ratisbona, mientras que Humberto y su madre vivieron principalmente en Baviera tras el divorcio de sus padres en 1963. 
Humberto administra propiedades familiares y vive en Garmisch-Partenkirchen. Tiene cinco medios hermanos: la princesa Victoria, el príncipe Ernesto-Josías, el príncipe Carlos Eduardo, el príncipe Fernando-Christian y la princesa Alicia-Sybilla.

### Matrimonio e hijo
El 9 de marzo de 1993 en Garmisch-Partenkirchen, Alemania, Humberto se casó con Barbara Weissmann (Kaiserslautern, 21 de mayo de 1959), hija de Eugen Weissmann y su esposa Renate Spettel. Se divorciaron en la misma ciudad el 12 de septiembre de 2012. Tienen un hijo, que vive con su madre:
- Príncipe Sebastián Humberto de Sajonia-Coburgo y Gotha (16 de enero de 1994).[1]